# 卡斯泰尼亚托
卡斯泰尼亚托（義大利語：Castegnato），是意大利布雷西亚省的一个市镇。总面积9平方公里，人口7805人，人口密度867.2人/平方公里（2009年）。国家统计（ISTAT）代码为017040。